# Laçın (Laçın)

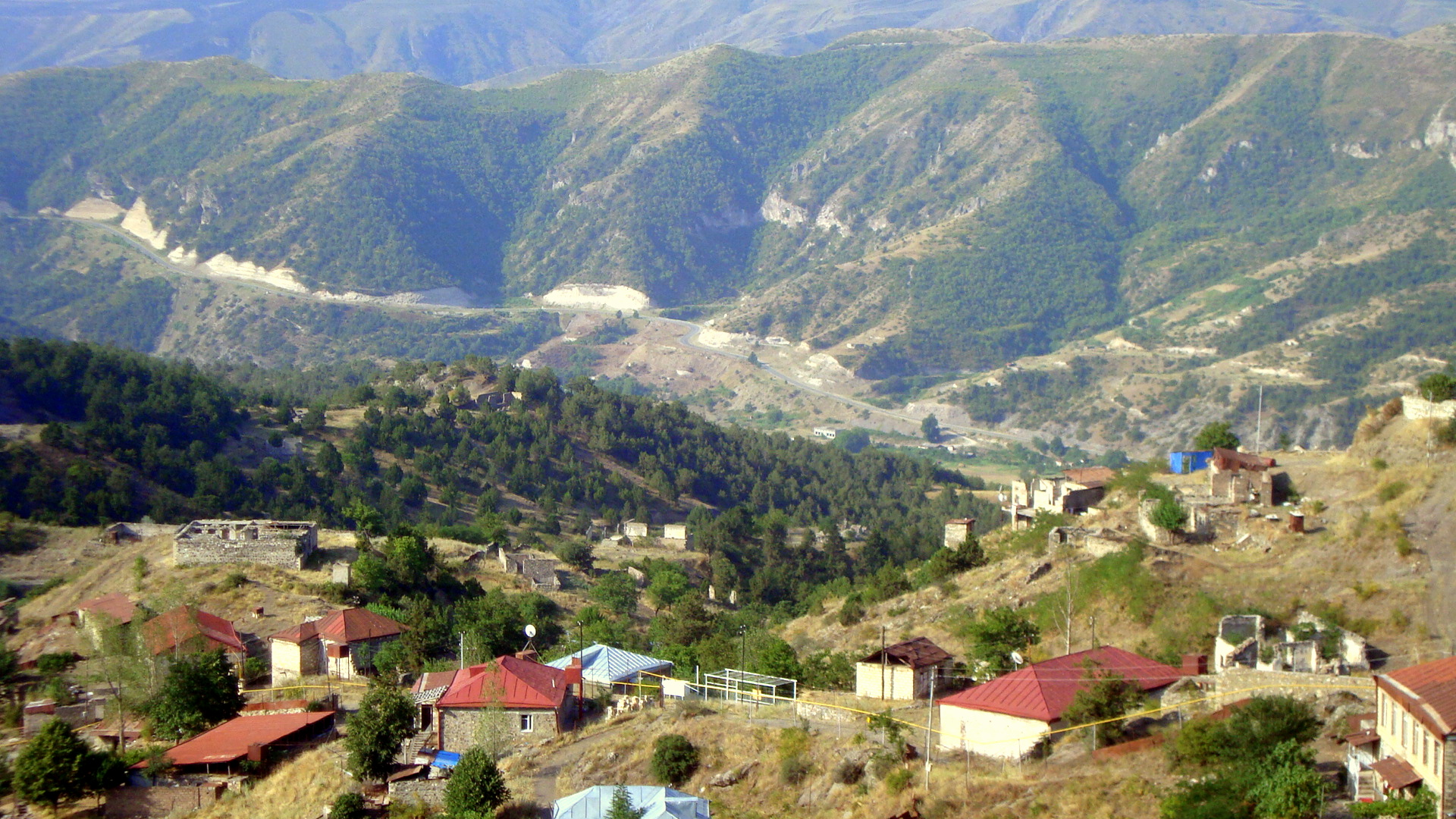
Blick auf die Stadt und das Hakari-Tal mit der Fernstraße im Hintergrund

Laçın oder Latschin (armenisch Բերձոր Berdsor; kurdisch Laçîn, russisch Лачин, auch Lachin) ist eine Stadt in Aserbaidschan. Sie ist Hauptstadt des aserbaidschanischen Rayons Laçın. Von 1992 bis 2020 war sie von der international nicht anerkannten Republik Arzach besetzt und ab dem Krieg um Bergkarabach 2020 bis 2022 als Teil des Latschin-Korridors unter russischem Schutz verwaltet. Die Stadt liegt am Hang am linken Ufer des Flusses Hakari. Der Name Laçın bedeutet „Falke“.

## Geschichte
Vor 1923 hieß die Stadt Abdalyar. Von 1923 bis 1929 war Laçın Verwaltungszentrum der autonomen Provinz Rotes Kurdistan in der Aserbaidschanischen Sowjetrepublik. Nach der Auflösung des roten Kurdistans wurden ab 1937 viele Kurden nach Zentralasien verschleppt.
Laut Volkszählung von 1989 lebten in Laçın 7902 Aseris (61,5 %), 2613 Kurden  (20,1 %), 2210 Armenier (18 %) und 52 andere (0,4 %).
Im Zuge des Bergkarabachkonflikts wurde die Stadt am 18. Mai 1992 von Armenien besetzt, da sie zwischen Armenien und dem umstrittenen Gebiet Bergkarabach liegt. Bei den Kämpfen wurde die Stadt schwer zerstört. Viele der muslimischen Einwohner wurden in andere Teile Aserbaidschans vertrieben. In der Zeit danach wurden armenische Flüchtlinge aus Aserbaidschan in der Stadt angesiedelt. In der Republik Arzach war die Stadt Hauptstadt der Provinz Kaschatach. Laut dem Zensus von Bergkarabach hatte die Stadt 2005 2247 Einwohner.
Im Zuge des Krieges um Bergkarabach 2020 konnte die Stadt nicht erobert werden, aber der sie umgebende Bezirk wurde im Rahmen des Waffenstillstandsabkommens an Aserbaidschan übergeben. Nur die Stadt selbst und ein benachbarter Ort verlieben unter ihrer bisherigen Verwaltung und unter Schutz russischer Friedenstruppen, um die Verbindung zwischen Armenien und dem Rest Bergkarabachs sicherzustellen. Wegen des unsicheren weiteren Status haben die meisten Bewohner die Stadt im November 2020 nach Armenien verlassen. Nur einige Dutzend Bewohner sind zurückgeblieben und viele Häuser sind beschädigt, da bei der Flucht Dächer und anderes mitgenommen wurde. Mit Wiederaufbau und erneuter Besiedlung ist erst zu rechnen, wenn der Status der Stadt geklärt ist. Die öffentliche Sicherheit kann durch die Polizei nicht mehr gewährleistet werden und die verbliebenen Bewohner fühlen sich nicht sicher, auch weil mehrfach aserbaidschanisches Militär durch das Gebiet fährt. Auch Schulen und Kindergärten bleiben nach Ende des Krieges geschlossen. Bis März 2021 kehrten etwa 150 Bewohner in die Stadt zurück, die Sicherheitslage blieb aber weiter angespannt. Nach Fertigstellung einer Transitstraße, die die Orte im Korridor umgeht, wurde die Stadt am 25. August 2022 an Aserbaidschan übergeben und der Korridor aufgelöst. An seiner Stelle wird die Transitstraße von den Friedenstruppen geschutzt. Alle Bewohner der Stadt mussten vor der Übergabe nach Armenien umsiedeln. Die in der Zeit der Besatzung neu errichteten Gebäude sollen laut der aserbaidschanischen Regierung abgerissen werden.

## Verkehr
Durch die Stadt führt die Straße von Goris in Armenien nach Stepanakert in Bergkarabach, die auch als Latschin-Korridor bezeichnet wird, da sie die bedeutendste Verbindung zwischen Armenien und Bergkarabach darstellte.

## Bevölkerung
| Jahr | Einwohner | Anmerkungen                                             |
| ---- | --------- | ------------------------------------------------------- |
| 1926 | 0435      | 164 Türken (Azeris), 110 Kurden, 66 Armenier, 57 Russen |
| 1959 | 2329      | [ 15 ]                                                  |
| 1989 | 7829      | [ 16 ]                                                  |
| 2005 | 2190      | [ 17 ]                                                  |
| 2015 | 1.900     | [ 18 ]                                                  |